# Tasdijk
Tasdijk of De Tas is een gehucht in de gemeente Hulst, in de Nederlandse provincie Zeeland. Dit in de regio Zeeuws-Vlaanderen gelegen gehucht, ten zuidoosten van Kloosterzande, bestaat uit een klein aantal huizen. Tasdijk bestaat uit twee wegen: Tasdijk en Kwikstraat. Het gehucht wordt doorsneden door de Hulsterweg die Hulst verbindt met Perkpolder. In 1922 werd op de kruising Hulsterweg met de Tasdijk een watersnoodmonument, gemaakt door Dirk Wolbers, onthuld door prins Hendrik ter nagedachtenis aan de watersnood van 1906. In 2000 is het monument grondig gerestaureerd. Ten noorden van Tasdijk stond tussen 1953 en 1989 een luchtwachttoren.
De postcode van Tasdijk is 4587, de postcode van Kloosterzande.
Stad: Hulst

Dorpen: Clinge · Graauw · Heikant · Hengstdijk · Kapellebrug · Kloosterzande · Kuitaart · Lamswaarde · Nieuw-Namen · Ossenisse · Sint Jansteen · Terhole · Vogelwaarde · Walsoorden

Buurtschappen: Absdale · Baalhoek · Boschkapelle · Catalijnenweg · Delft · Drie Hoefijzers · Duivenhoek · De Eek · Emmadorp · Fluitershoek · Groenendijk · Halfeind · Hoefkesdijk · Hoek en Bosch · 't Hoekje · 't Jagertje · Kalverdijk · Kampen · Kamperhoek · Keizerrijk · De Knapaf/Droogedijk · Knuitershoek · Koelewei · Koningsdijk · De Kraai · Krabbenhoek · Kreverhille · Kruisdorp · Kruispolderhaven · Kruisweg · Het Lammetje · Luntershoek · Margret · Margretschedijk · Molenhoek · Molenhoek · Muggenhoek (deels) · Noordstraat · Het Oliekot · Oostdijk · Ossenhoek · Oude Kaai · Oudemolen · Oude Stoof · Paal · Patrijzendijk · Patrijzenhoek · Pauluspolder · Perkpolder · Prosperdorp · De Rape · Roskam · Roverberg · Ruischendegat · Rustwat · Saswijk · Schapershoek · Scheldevaartshoek · Schuddebeurs · Sluis/Drie Gezusters · Statenboom · Stoppeldijk (Rapenburg) · Stoppeldijkveer (deels) · Strooienstad · Tasdijk · Tivoli · Tragel · Verkorting · Vijfhoek · Vogelfort · Walenhoek · Zandberg · Zeedorp · Zeegat

Historische plaatsen: Boerenmagazijn · Eekenissepolder · Klein Kuitaart · Vitshoek

Zeeland: Steden en dorpen in Zeeland      Nederland: Provincies · Gemeenten